# Turkmenistanska nogometna reprezentacija
Turkmenistanska nogometna reprezentacija predstavlja Turkmenistan u športu nogometu. Domaće utakmice igraju na Aşgabat stadiony u Aşgabatu. Turkmenistanska reprezentacija je svoju prvu službenu utakmicu odigrala protiv Kazahstana 1992. i izgubila s 1:0. 

## Uspjesi

### Svjetska prvenstva
- 1930. do 1994.- nisu nastupali, zato što su bili dio SSSR-a
- 1998. do 2022.- nisu se kvalificirali

### Azijska prvenstva
- 1956. do 1992. - nisu nastupali, zato što su bili dio SSSR-a
- 1996. do 2000. - nisu se kvalificirali
- 2004.: 12. (1. krug)
- 2008. do 2015. - nisu se kvalificirali
- 2019. – 21. (faza po skupinama)
- 2023. - nisu se kvalificirali

### Azijske igre
- 1994. Hiroshima: četvrtfinale
- 1998. Bangkok: četvrtfinale

### Srednjoazijsko prvenstvo - CAFA
- 2018. -

## Vanjske poveznice
- FIFA  Arhivirana inačica izvorne stranice od 17. lipnja 2018. (Wayback Machine)
- Facebook